# Joe Thein
Joe Thein (* 17. Juli 1991 in Esch/Alzette) ist ein luxemburgischer Politiker. Im März 2017 gründete er die Partei déi Konservativ – d’Fräiheetspartei (dt. „die Konservativen - Freiheitspartei“), deren aktueller Nationalpräsident er ist.

## Biografie
Thein absolvierte seine schulische Laufbahn im Lycée Technique Mathias Adam. Nach Erwerb des kaufmännischem Abiturs arbeitete er als Steward bei der luxemburgischen Fluggesellschaft Luxair.

Im Anschluss begann er ein Geschichtsstudium an der Universität Luxemburg. Er arbeitet aktuell als Direktionssekretär.

## Politische Laufbahn

### ADR
Im Juli 2008 trat er der Alternativen Demokratischen Reformpartei bei, 2009 auch deren Jugendorganisation ADRenalin. Fünf Jahre lang fungierte er bei Letzteren als Vizepräsident, bis er auf dem Jugendnationalkongress im März 2015 in der Stadt Luxemburg zum neuen Vorsitzenden gewählt wurde. Thein war ebenfalls Vizepräsident des Südbezirks und der Sektion Petingen der Partei, sowie Mitglied der Exekutive und des Nationalvorstandes.
Bei den Kommunalwahlen vom 9. Oktober 2011 wurde er in den Petinger Gemeinderat gewählt, dessen Partei 5,97 % (5.725 Stimmen) errang. Er übte sechs Jahre lang das Amt des Gemeinderates aus.
Bei den Parlamentswahlen vom 20. Oktober 2013 kandidierte er auf der ADR-Liste im Süden, dessen Partei 7,5 % (125.827 Stimmen) errang.
Thein wurde vom Kongress der European Young Conservatives (EYC) in Brüssel im Dezember 2016 zum 1. Vizepräsidenten des Dachverbandes der europäischen, konservativen Jugendorganisationen gewählt.
Die Generalversammlung der Sektion Petingen wählte Thein zum Spitzenkandidaten für die Kommunalwahlen vom 8. Oktober 2017. Anfang März 2017 führte jedoch Theins Verhalten in sozialen Medien, das schon zuvor kritisiert worden war, zu einem parteiinternen Disziplinarverfahren gegen ihn. Daraus resultierte am 9. März 2017 der Ausschluss aus der ADR. Eine strafrechtliche Verfolgung durch die Justiz fand nicht statt.

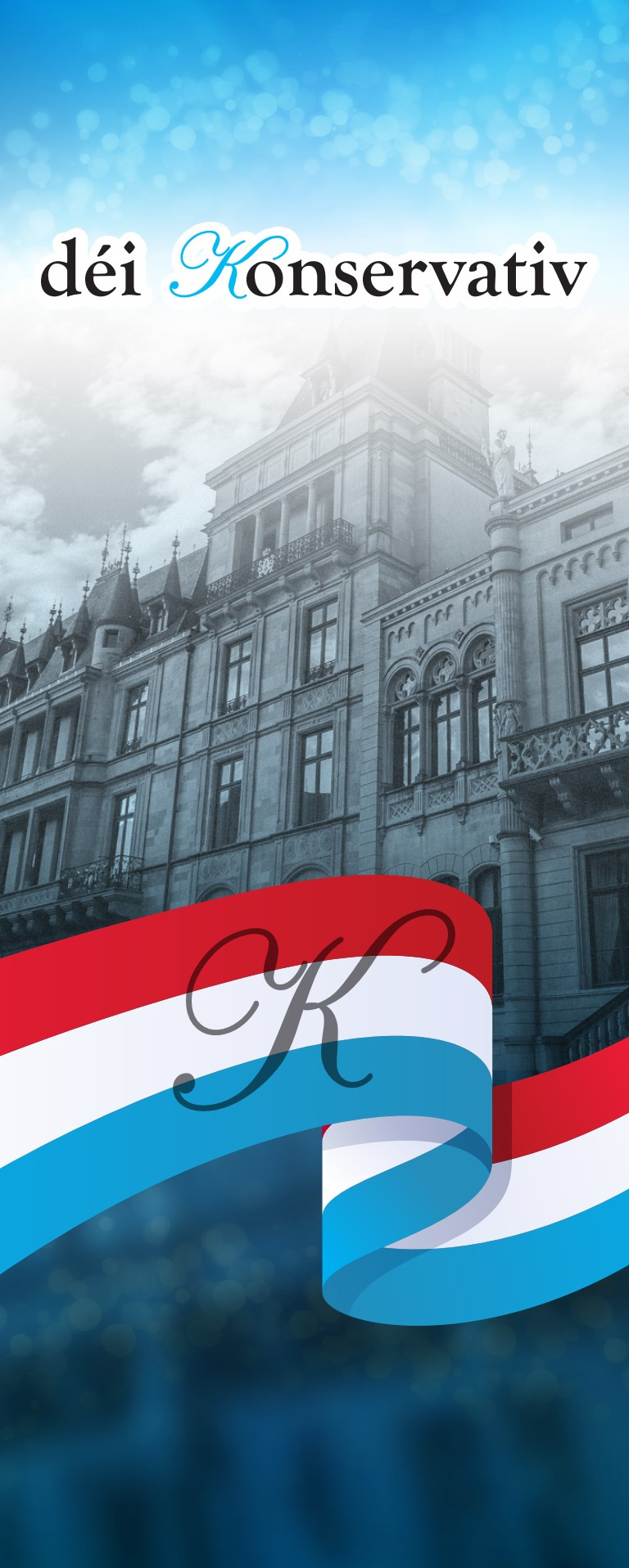
Plakat der Partei (2023)

### déi Konservativ – d'Fräiheetspartei
Am 21. März 2017 gründete Thein die Partei „déi Konservativ“ (dt. „die Konservativen“), deren Nationalpräsident er ist. und den Namenszusatz mit „d'Fräiheetspartei“ (dt. „Freiheitspartei“) im November 2021 ergänzte.
Am 10. April wurde er auf dem außergewöhnlichen Nationalkongress der Partei in sein Amt gewählt, am 7. Januar 2018 auf dem ordentlichen Nationalkongress mit allen Stimmen wiedergewählt und seither bestätigt.
Durch den Parteiübertritt Theins zu déi Konservativ, war die Partei ab dem 27. März 2017 bis zum Ende der Legislaturperiode mit einem Mandat im Gemeinderat von Petingen vertreten.
Die Partei kandidierte erstmals bei den Kommunalwahlen am 8. Oktober 2017 in der Gemeinde Petingen und erzielte mit Thein als Spitzenkandidaten 2,4 % (2.426 Stimmen). Thein verlor daraufhin seinen Platz im Gemeinderat.
Bei den Parlamentswahlen vom 14. Oktober 2018 kandidierte er als Spitzenkandidat auf der Liste im Süden, welche 0,52 % (9.516 Stimmen) erzielte.
Bei der Europawahl vom 26. Mai 2019 kandidierte Thein als Spitzenkandidat der Partei erstmals landesweit und erreichte 0,53 % (6.652 Stimmen).
Bei den Kommunalwahlen am 11. Juni 2023 kandidierte déi Konservativ – d’Fräiheetspartei mit Thein als Spitzenkandidat in der Gemeinde Petingen und erzielte 1,81 % (2.278 Stimmen) sowie 1,96 % (3.283 Stimmen) in der Gemeinde Differdingen.
Bei den Parlamentswahlen vom 8. Oktober  2023 kandidierte Thein als Spitzenkandidat, dessen Partei im Süden 0,37 % (7.124 Stimmen) und im Norden 0,36 % (1.370 Stimmen) erzielte.
Bei den Europawahlen am 9. Juni 2024 tritt die Partei erneut landesweit mit Spitzenkandidat Joe Thein an.

## Sonstiges
Thein bezeichnet sich als konservativ, freiheitlich und patriotisch und steht dem Konservatismus von Edmund Burke nahe.
Er ist Sympathisant der AfD. Im Februar 2016 besuchte er einen europakritischen Kongress der Partei in Düsseldorf. Eine ARD-Sequenz zeigt Thein beim Applaus.
Ende 2016 wurde Thein in einem 25-minütigen Kurzfilm der Dokuserie routwäissgro der Filmproduktion Calach Films und Kollektiv 13 sowie mit Unterstützung des Film Fund Luxemburg und RTL Télé Lëtzebuerg unter dem Titel Meng Heemecht porträtiert.
Am 4. Januar 2018 verhängte das Bezirksgericht ein 22-monatiges Fahrverbot gegen Thein, mit Ausnahme für berufliche Fahrten. Er hatte im Oktober 2017 unter Alkoholeinfluss und bei überhöhter Geschwindigkeit einen Verkehrsunfall verursacht; Thein stand zu diesem Zeitpunkt wegen ähnlicher Vergehen schon unter Bewährungsstrafe.
In der Nacht auf den 4. Februar 2018 zerstörte ein starker Knallkörper mehrere Fensterscheiben am Haus von Theins Wohnsitz und Parteizentrale. Die Polizei leitete ein Ermittlungsverfahren ein.
Im Oktober 2018 erstattete Thein wegen Beleidigung Anzeige gegen den Musiker Tun Tonnar. In einem Rap mit dem Titel FCK LXB wurden unter anderem Thein sowie dessen Partei erwähnt. Im Prozess am Bezirksgericht Luxemburg am 28. März 2019 forderte Thein 5.000 € Schadensersatz wegen öffentlicher Rufschädigung und Beleidigung. In erster Instanz wurde Tonnar freigesprochen, Thein legte Berufung ein.

## Privat
Thein wohnt in Rollingen in der Gemeinde Petingen. Er lebt offen homosexuell, outete sich am 21. Februar 2014 auf seinem Blog und auf Facebook.